# Mesocricetus raddei
Il criceto dorato del Caucaso (Mesocricetus raddei Nehring, 1894) è un Roditore della famiglia dei Cricetidi.

## Descrizione
Il criceto dorato del Caucaso è la specie più grande del genere Mesocricetus. Il corpo misura 165–280 mm, e la coda circa 15 mm. Il peso è di circa 200-320 g. Gli esemplari diffusi nelle regioni montuose sono più grandi di quelli stanziati nelle pianure. La regione dorsale è di colore bruno-giallastro; la gola e le regioni inferiori sono bianco-crema, mentre la regione ventrale è nera. Nella regione scapolare sono presenti due larghe strisce nere; le orecchie sono grandi e rotonde.

## Distribuzione e habitat
Questa specie vive lungo le pendici settentrionali del Caucaso e nella Ciscaucasia, nella regione compresa tra il Daghestan, il Don e il  mar d'Azov. In Georgia è nota unicamente a partire da un unico esemplare. Sembra che stia estendendo sempre più il suo areale verso nord e nord-ovest, in ambienti di pianura, ma sulle montagne il numero di esemplari sembra rimanere stabile. È presente nelle steppe erbose e anche nelle steppe di montagna ad altitudini comprese tra i 1600 e i 2300 m. Predilige i terreni lasciati a pascolo e le zone coltivate, ma vive anche nelle cinture di alberi e di erbe ispide tra un campo e l'altro, pur non spingendosi mai dentro le aree boschive.

## Biologia
Il criceto dorato del Caucaso conduce vita prevalentemente notturna, spingendosi fuori dalla tana al crepuscolo per nutrirsi di erba e vegetali verdi in primavera e agli inizi dell'estate, e di semi, granaglie e radici in autunno. La tana è molto estesa e presenta più uscite nel caso appartenga ad esemplari che vivono in montagna o solo un'uscita nel caso appartenga ad esemplari di pianura. Nel periodo autunnale la specie immagazzina grandi quantità di cibo, fino a 16 kg, prima dell'ibernazione, che può durare da quattro a sei mesi a seconda della temperatura e dell'altitudine. La maggior parte delle provviste vengono consumate in primavera, prima che l'animale esca dall'ibernazione. Nelle aree montuose le femmine hanno due nidiate all'anno, mentre in pianura le nidiate possono essere anche tre o quattro. Ciascuna nidiata può comprendere fino a venti piccoli, ma generalmente il loro numero si aggira attorno alle dodici unità. Grazie a tale fecondità una popolazione può riprendersi rapidamente dopo rigidi inverni e per questo il numero di esemplari è soggetto a notevoli fluttuazioni.
In alcuni anni questa specie diviene un vero e proprio flagello per i raccolti. Può danneggiare cereali ed erbe perenni, distruggere piantagioni di patate, campi di meloni ed orti. Nelle zone attorno alla tana la vegetazione può venire completamente distrutta. Talvolta questi animali vengono catturati per la loro pelliccia.